# Anna de Noailles

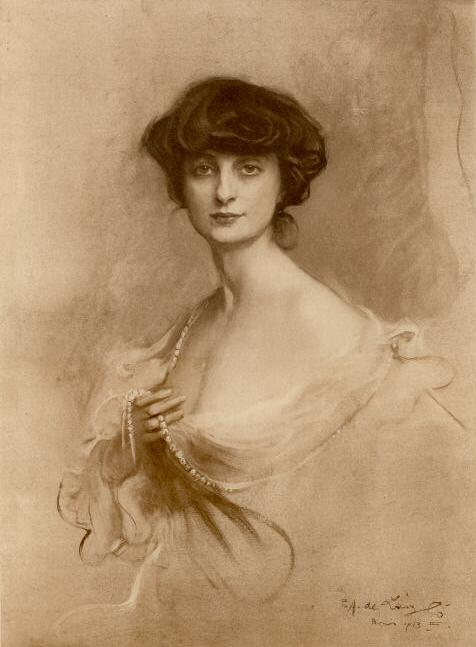
Philip Alexius de László: Anna de Noailles, 1913

Anna de Noailles werd geboren als Anna Élisabeth Bibesco prinses de Brancovan en werd door haar huwelijk comtesse de Noailles (Parijs, 15 november 1876 – aldaar, 30 april 1933) was een Frans schrijfster en dichteres. Ze was als salonhoudster een bekende verschijning in de Parijse beau monde van het fin de siècle.

## Leven
Anna Élisabeth Bibesco de Brancovan was de dochter van de vorst Grégoire Bassaraba de Brancovan en de van oorsprong Griekse Helena Ralouka Musuruş-Paşa, eveneens uit een roemrijk geslacht en kleindochter van de vorst van Walachije, Gheorghe Bibescu (1804–1873). Anna kreeg een traditionele, francofiele opvoeding en werd onderwezen door een gouvernante, met wie ze vaak verbleef in de bibliotheek van haar vader. Al op jonge leeftijd was ze regelmatig te gast in de salon van haar moeder. Reeds op haar dertiende schreef ze haar eerste gedichten.

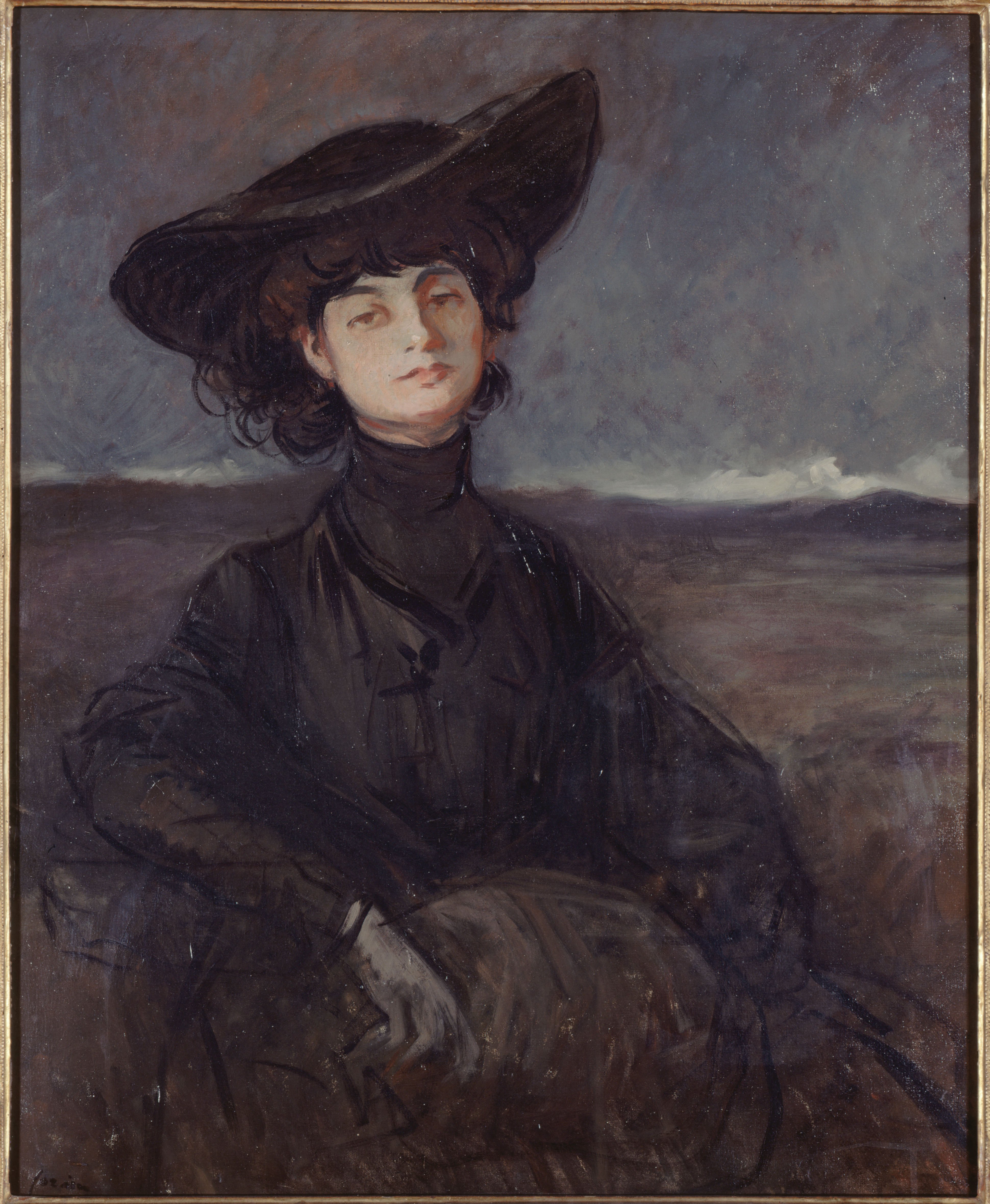
Jean-Louis Forain: Anna, 1914

In 1897 huwde Anna de uit de hoge Franse adel (Huis Noailles) stammende Mathieu Fernand Frédéric Pascal graaf de Noailles (1873–1942). Ze kregen samen een zoon, Anne Jules (1900–1979). In navolging van haar moeder hield Anna in de eerste twee decennia van de twintigste eeuw salon in haar statige huis te Parijs. Haar salon was lange tijd uitermate populair bij de culturele en artistieke elite uit haar tijd en werd bezocht door vooraanstaande tijdgenoten als Reynaldo Hahn, Sarah Bernhardt, Francis Jammes, Paul Claudel, Colette, André Gide, Frédéric Mistral, Robert de Montesquiou, Paul Valéry, Jean Cocteau, Alphonse Daudet, Pierre Loti, Max Jacob en Marcel Proust, met welke laatste ze ook nauw bevriend was.
Diverse kunstschilders vereeuwigden Anna op doek, waaronder Antonio de la Gandara, Kees van Dongen, Jacques-Émile Blanche en Philip de Laszlo. Beeldhouwer Auguste Rodin maakte een buste van haar, waarvan het kleimodel zich momenteel bevindt in het Musée Rodin te Parijs en de afgewerkte versie in het Metropolitan Museum of Art te New York.
Anna de Noailles kreeg in 1910 de literatuurprijs van de Académie Française en werd in 1921 opgenomen in het Franse Legioen van Eer. Ze maakte diverse reizen naar Oost-Europa. In het begin van de jaren twintig kreeg ze steeds meer last van een hardnekkige ziekte, die haar bedlegerig zou maken. Ze bleef nog wel dichten, maar haar sociale activiteiten namen snel af. Ze overleed in 1933, op 56-jarige leeftijd en werd begraven op het Père Lachaise.
In 1904 nam Anna het initiatief tot instelling van de 'Prix Femina'. Sinds 1994 reikt de Académie Française de 'Prix Anna de Noailles' uit. Ze was lid van de Académie royale des sciences, des lettres et des beaux-arts de Belgique.

## Werk
Anna de Noailles debuteerde in 1901 met haar dichtbundel Le Cœur innombrable, waarin ze de aanbidding van de natuur centraal stelt, welke ze zag als een onuitputtelijke bron van genot. Haar levensfilosofie was gebaseerd op een zinnelijk hedonisme: ze geeft zich volledig over aan haar hartstochten, slechts getemperd door het besef dat de jeugd niet eeuwig duurt en de dood onvermijdelijk is. Met haar eerste bundel werd Noailles op grond van haar breedvoerige beeldspraak en ritmische strofen wel beschouwd als de laatste Franse dichteres van de romantiek.
Anna’s belangstelling verschoof op den duur van de schoonheden van de natuur naar de ellende van de mens en de geheimen van het leven. In haar latere werk, zowel in gedichten als proza, ziet ze zich steeds vaker geconfronteerd met het probleem van de dood. Een bekend voorbeeld is haar bundel L'Honneur de souffrir (1927), waarin ze in gedachten leeft met haar gestorven vrienden en in opstand komt "tegen het verdwijnen van het levende individu in het niet van de dood, tegen de overwinning van het heelal op de mens". Dit alles wordt scherp geformuleerd, in sobere verzen, die sterk contrasteren met de woordrijke strofen uit haar eerste bundels.
In 1932 publiceerde Anna haar memoires onder de titel Le Livre de ma Vie.
Gedichten van Anna de Noailles werden reeds voor de oorlog in het Nederlands vertaald door Jan Coljee. Kiki Coumans vertaalde in 2009 een aantal van haar gedichten in de bloemlezing Het lijf in slijk geplant.

## Citaat
J’ai dit ce que j’ai vu et ce que j’ai senti (...) pour être, après la mort, parfois encore aimée.
(Ik heb gezegd, wat ik gezien en gevoeld heb (...) om ook na de dood nog soms te worden liefgehad.)